# Didymodon incrassatus
Didymodon incrassatus är en bladmossart som beskrevs av Brotherus 1902. Didymodon incrassatus ingår i släktet lansmossor, och familjen Pottiaceae. Inga underarter finns listade i Catalogue of Life.